# Giovan Battista Lelli
Giovan Battista Lelli (San Giovanni Bianco, 1828 – Milano, 1898) è stato un pittore italiano.

## Biografia
Pittore dalla produzione prolifica, dipinse paesaggi alpini della regione dei laghi del nord Italia. Fu influenzato da Gerolamo Induno e Silvio Poma. A Torino, nel 1880, espose: Promontorio di Bellagio, Lago di Como e Pianura di Colico e Paese di San Maurizio; nel 1881 espose a Milano: Promontorio di Bellagio, Mezzogiorno e Colico; nel 1883 ancora a Milano: Val Menaggio, Lago del Piano, Lago di Lugano, Strada da Bezzonico a Menaggio, Bosco di faggi vicino al Monte Rosa e Scala dietro al Castelio di Corenno. A Roma, nel 1883, espose Monte del Tonale presso Edolo in Val Camonica e Cava di granito nel Monte Orfano; a Torino, nel 1884 e a Milano, nel 1886, espose: Monte Orfano, Griante sopra Cadenabbia, Alto San Bernardo, Un paese dei Grigioni.